# Хавала
Хава́ла (араб. حوالة‎ «передача») — неформальная финансово-расчётная система на основе взаимозачёта требований и обязательств между брокерами, используемая преимущественно на Среднем Востоке, в Африке и Азии.
Система сформировалась в Индостане задолго до появления западной банковской системы и до распространения западного банковского дела на Ближнем Востоке. Используется эта система расчётов в основном иммигрантами, зарабатывающими на Западе и отсылающими деньги родственникам (см. Римесса).

## Этимология
В арабском языке «хава́ла» (حِوالة) — «вексель», «расписка».

## Общая схема работы
Система хавала основана на переводе денежных средств путём однократных уведомлений по электронной почте, факсу или телефонными звонками. Материальные ценности в виде денег, золота и драгоценных камней перемещаются из страны в страну без сопроводительных финансовых документов. В силу того, что все финансовые транзакции осуществляются методом взаимозачёта (клиринга) или при личных встречах (второе случается значительно реже), то отследить эти потоки государственные контрольные органы не в состоянии.
Клиент-отправитель обращается к брокеру одной из сетей, работающих по системе хавала, и передает ему деньги. Брокер затем отправляет своему партнёру в стране назначения платежа сообщение (телефоном, факсом, электронной почтой и т. п.). Сообщение содержит только сумму, имя получателя платежа и код (набор слов или цифр, например серию и номер какой-либо купюры). Для получения денег достаточно прийти к местному брокеру той же сети и назвать код платежа. Предполагается, что всего в мире действует около 5000 брокерских пунктов хавалы. Обычно они функционируют на крупных базарах.
Расчёты между брокерами в дальнейшем проводятся по клиринговой схеме, включая использование для закрытия сальдо золота, драгметаллов и т. п. Отдельные сети хавалы часто строятся на основе доверия, например среди людей, имеющих родственные связи, или среди выходцев из одного региона.

## Критика
Учитывая неподконтрольность государственным органам и хаотичность данной расчётной системы, хавалу часто обвиняют[кто?] в использовании для рынка наркотиков, финансирования терроризма и др.
В частности, такие обвинения выдвигались органом FinCEN, который отмечал отсутствие бюрократии, бумажного следа (записей транзакций), уклонение от налогов. Зачастую операторы системы хавалы получают прибыль за счет спекулирования на валютных курсах (незаконно в ряде стран). В некоторых странах разделяются операции хавалы в легальных целях («белая хавала») и для отмывания денег («черная хавала»), при этом в процессе отмывания хавала может применяться на любом из этапов: размещения, наслоения и интеграции.